# Melanohalea austroamericana
Melanohalea austroamericana  (лат.) — вид листоватых лишайников семейства Пармелиевые. Он был описан в 2016 году как новый вид. Лишайник известен только по двум образцам, собранным в Национальном парке Лагуна-дель-Лаха в Чили, где они были обнаружены растущими на коре дерева в лесу чилийского кедра (Austrocedrus chilensis). Специфический эпитет austroamericana относится к его южноамериканскому распространению.
Хотя вид Melanohalea ushuaiensis несколько похож по внешнему виду на Melanohalea austroamericana, последний чётко отличается от первого наличием соредий и изидий.